# Rafael Tolói
Rafael Tolói Cavaliere OMRI (sinh ngày 10 tháng 10 năm 1990) là một cầu thủ bóng đá chuyên nghiệp thi đấu ở vị trí trung vệ cho câu lạc bộ São Paulo tại Campeonato Brasileiro Série A.
Tolói đã chơi cho quê hương Brazil ở cấp độ quốc tế khi là thành viên của đội tuyển U-20 nước này vào năm 2009 nhưng đã chuyển sang phục vụ tuyển Ý vào ngày 17 tháng 2 năm 2021 sau khi đáp ứng yêu cầu thời gian cư trú 5 năm của FIFA. Anh đã sống ở Ý kể từ khi chuyển đến Atalanta vào đầu mùa giải 2015–16 và nhiều năm trước đó đã nhập quốc tịch Ý khi đã đủ điều kiện vì cụ của anh đến từ Treviso, Veneto. Anh  có trận ra mắt cho đội tuyển Ý vào năm 2021 và là thành viên của đội tuyển trong chiến dịch vô địch UEFA Euro 2020.

## Sự nghiệp câu lạc bộ

### Goiás
Sinh ra ở Glória d'Oeste, Mato Grosso, anh bắt đầu chơi cho Goiás Esporte Clube vào năm 2008 và giúp câu lạc bộ này vô địch Campeonato Goiano vào năm 2009. Tolói đã chơi 17 trận cho Goiás tại Série B và ghi được hai bàn thắng.

### Sao Paulo
Vào ngày 5 tháng 7 năm 2012, São Paulo FC xác nhận Tolói gia nhập đội bóng này với việc hậu vệ này ký hợp đồng 5 năm. Anh ghi bàn thắng đầu tiên cho tricolor paulista (biệt danh của đội bóng) vào ngày 25 tháng 7 năm 2012 trong trận đấu với Atlético Goianiense.
Vào ngày 3 tháng 8 năm 2013, Tolói ghi bàn thắng quyết định mang về danh hiệu Eusébio Cup cho São Paulo FC bằng chiến thắng 2–0 trước SL Benfica.

#### Cho mượn tại Roma
Vào ngày 31 tháng 1 năm 2014, Tolói được cho mượn tại câu lạc bộ đang chơi tại Serie A là AS Roma trong phần còn lại của mùa giải 2013–14 với mức phí 500.000 euro kèm điều khoản mua đứt trị giá 5,5 triệu euro. Anh có trận ra mắt cho Giallorossi trong chiến thắng 2-1 trước Torino vào ngày 25 tháng 3 năm 2014, chơi trọn vẹn 90 phút thay cho Medhi Benatia bị treo giò trong trận trước đó.

### Atalanta
Vào ngày 26 tháng 8 năm 2015, Tolói được Atalanta BC ký hợp đồng với mức phí chuyển nhượng có trị giá 3,5 triệu €. Anh có trận ra mắt đội bóng vào ngày 13 tháng 9 trong trận hòa 2–2 trước Sassuolo tại giải VĐQG khi vào sân thay Gianpaolo Bellini ở phút 80. Trong trận đấu thứ hai của mình vào 11 ngày sau, anh đá chính và ghi bàn thắng duy nhất, ấn định chiến thắng 1–0 trước Empoli.
Vào ngày 22 tháng 2 năm 2018, Tolói lần đầu tiên ghi bàn thắng trong một trận đấu tại cúp châu Âu khi ghi bàn vào lưới Borussia Dortmund ở vòng 1/16 Europa League. Trận đấu kết thúc với tỷ số hòa 1–1, không đủ để Atalanta có vé tham dự vòng đấu tiếp theo khi đã thất bại 3–2 ở lượt đi.
Tolói trở thành đội trưởng của Atalanta trong mùa giải 2020–21 sau sự rời đi của người tiền nhiệm Papu Gómez.

## Sự nghiệp quốc tế
Tolói từng chơi cho U-20 Brazil, giành chức vô địch U-20 Nam Mỹ và về nhì tại U-20 World Cup vào năm 2009.
Sau khi đáp ứng đầy đủ các quy định về điều kiện nhập quốc tịch Ý, đã cư trú ở Ý trong 5 năm và chưa bao giờ chơi cho đội tuyển quốc gia Brazil, FIFA đã chấp thuận việc Tolói có thể chơi cho Ý vào ngày 17 tháng 2 năm 2021. Sau đó, anh được huấn luyện viên Roberto Mancini điền tên vào danh sách thành viên đội tuyển Ý vào ngày 19 tháng 3 năm 2021 và có trận ra mắt vào ngày 31 tại vòng loại World Cup 2022 gặp Lithuania, chơi cả trận và góp phần giúp đội giành chiến thắng 2–0 trên sân khách.
Vào ngày 1 tháng 6 năm 2021, Tolói được huấn luyện viên Roberto Mancini điền tên vào danh sách 26 cầu thủ của Ý tham dự UEFA Euro 2020. Trong trận đấu thứ hai của Ý vào ngày 16 tháng 6, anh lần đầu ra sân tại giải đấu khi vào sân ở hiệp hai thay cho Domenico Berardi và đã kiến tạo cho Ciro Immobile ghi bàn trong chiến thắng 3–0 trước Thụy Sĩ, giúp Ý có suất vào vòng 1/8. Vào ngày 11 tháng 7, Tolói đã giành chức vô địch châu Âu cùng đội tuyển Ý bằng chiến thắng 3–2 trong loạt sút luân lưu trước Anh tại sân vận động Wembley trong trận chung kết sau khi hòa với tỉ số 1–1 trong hiệp phụ.

## Phong cách chơi
Tolói là một hậu vệ có lợi thế về thể hình và được biết đến với khả năng phán đoán tình huống của mình. Mặc dù thường chơi ở vị trí trung vệ, anh cũng có khả năng chơi ở vị trí hậu vệ phải, nhờ đó có thể đóng góp vào cả mặt trận tấn công cũng như phòng ngự.

## Thống kê sự nghiệp

### Câu lạc bộ
Tính đến ngày 4 tháng 5 năm 2025
| Câu lạc bộ          | Mùa giải            | Giải đấu            | Giải đấu | Giải đấu | Giải đấu cấp bang | Giải đấu cấp bang | Cúp quốc gia | Cúp quốc gia | Châu lục | Châu lục | Khác | Khác | Tổng cộng | Tổng cộng |
| Câu lạc bộ          | Mùa giải            | Hạng đấu            | Trận     | Bàn      | Trận              | Bàn               | Trận         | Bàn          | Trận     | Bàn      | Trận | Bàn  | Trận      | Bàn       |
| ------------------- | ------------------- | ------------------- | -------- | -------- | ----------------- | ----------------- | ------------ | ------------ | -------- | -------- | ---- | ---- | --------- | --------- |
| Goiás               | 2008                | Série A             | 0        | 0        | 3                 | 0                 | 0            | 0            | —        | —        | —    | —    | 3         | 0         |
| Goiás               | 2009                | Série A             | 20       | 2        | 8                 | 1                 | 3            | 0            | 1        | 0        | —    | —    | 32        | 3         |
| Goiás               | 2010                | Série A             | 26       | 0        | 15                | 4                 | 5            | 0            | 8        | 0        | —    | —    | 54        | 4         |
| Goiás               | 2011                | Série B             | 35       | 1        | 19                | 6                 | 4            | 1            | —        | —        | —    | —    | 58        | 8         |
| Goiás               | 2012                | Série B             | 7        | 3        | 18                | 3                 | 8            | 2            | —        | —        | —    | —    | 33        | 8         |
| Goiás               | Tổng cộng           | Tổng cộng           | 88       | 6        | 63                | 14                | 20           | 3            | 9        | 0        | —    | —    | 180       | 23        |
| São Paulo           | 2012                | Série A             | 26       | 1        | —                 | —                 | —            | —            | 10       | 2        | —    | —    | 36        | 3         |
| São Paulo           | 2013                | Série A             | 15       | 0        | 14                | 1                 | 0            | 0            | 9        | 0        | 2    | 0    | 40        | 1         |
| São Paulo           | 2014                | Série A             | 17       | 1        | —                 | —                 | 1            | 0            | 3        | 0        | —    | —    | 21        | 1         |
| São Paulo           | 2015                | Série A             | 13       | 0        | 10                | 0                 | 0            | 0            | 8        | 0        | —    | —    | 31        | 0         |
| São Paulo           | Tổng cộng           | Tổng cộng           | 71       | 2        | 24                | 1                 | 1            | 0            | 30       | 2        | 2    | 0    | 128       | 5         |
| Roma (mượn)         | 2013–14             | Serie A             | 5        | 0        | —                 | —                 | 0            | 0            | —        | —        | —    | —    | 5         | 0         |
| Atalanta            | 2015–16             | Serie A             | 24       | 1        | —                 | —                 | 0            | 0            | —        | —        | —    | —    | 24        | 1         |
| Atalanta            | 2016–17             | Serie A             | 32       | 0        | —                 | —                 | 3            | 1            | —        | —        | —    | —    | 35        | 1         |
| Atalanta            | 2017–18             | Serie A             | 31       | 1        | —                 | —                 | 3            | 1            | 5        | 1        | —    | —    | 39        | 2         |
| Atalanta            | 2018–19             | Serie A             | 21       | 1        | —                 | —                 | 3            | 0            | 5        | 1        | —    | —    | 29        | 2         |
| Atalanta            | 2019–20             | Serie A             | 33       | 2        | —                 | —                 | 0            | 0            | 7        | 0        | —    | —    | 40        | 2         |
| Atalanta            | 2020–21             | Serie A             | 31       | 2        | —                 | —                 | 4            | 0            | 8        | 0        | —    | —    | 43        | 2         |
| Atalanta            | 2021–22             | Serie A             | 20       | 1        | —                 | —                 | 0            | 0            | 8        | 0        | —    | —    | 28        | 1         |
| Atalanta            | 2022–23             | Serie A             | 32       | 2        | —                 | —                 | 2            | 0            | —        | —        | —    | —    | 34        | 2         |
| Atalanta            | 2023–24             | Serie A             | 18       | 0        | —                 | —                 | 1            | 0            | 5        | 0        | —    | —    | 24        | 0         |
| Atalanta            | 2024–25             | Serie A             | 11       | 0        | —                 | —                 | 2            | 0            | 4        | 0        | 0    | 0    | 17        | 0         |
| Atalanta            | Tổng cộng           | Tổng cộng           | 253      | 10       | —                 | —                 | 18           | 2            | 42       | 2        | 0    | 0    | 313       | 14        |
| Tổng cộng sự nghiệp | Tổng cộng sự nghiệp | Tổng cộng sự nghiệp | 417      | 18       | 87                | 15                | 39           | 5            | 77       | 4        | 2    | 0    | 626       | 42        |

1. ↑  Bao gồm Campeonato Goiano, Campeonato Paulista
2. ↑  Bao gồm Copa do Brasil, Coppa Italia
3. 1 2 3 4  Số lần ra sân tại Copa Sudamericana
4. ↑  Bảy lần ra sân tại Copa Libertadores, hai lần ra sân tại Copa Sudamericana
5. ↑  Số lần ra sân tại Recopa Sudamericana
6. ↑  Số lần ra sân tại Copa Libertadores
7. 1 2 3  Số lần ra sân tại UEFA Europa League
8. 1 2 3  Số lần ra sân tại UEFA Champions League
9. ↑  Bốn lần ra sân tại UEFA Champions League, bốn lần ra sân tại UEFA Europa League

### Quốc tế
Tính đến 18 tháng 6 năm 2023
| Đội tuyển quốc gia | Năm  | Trận | Bàn |
| ------------------ | ---- | ---- | --- |
| Ý                  | 2021 | 8    | 0   |
| Ý                  | 2022 | 2    | 0   |
| Ý                  | 2023 | 4    | 0   |
| Tổng               | Tổng | 14   | 0   |

## Danh hiệu
Goiás
- Campeonato Goiano: 2009, 2012

Sao Paulo
- Copa Sudamericana: 2012

Atalanta
- UEFA Europa League: 2023–24[31]

Ý
- UEFA European Championship: 2020[32]
- UEFA Nations League: Hạng ba 2023